# Little Bowden
Little Bowden – wieś w Anglii, w hrabstwie Leicestershire, w dystrykcie Harborough. Leży 24 km na południowy wschód od miasta Leicester i 121 km na północny zachód od Londynu.